# إلياس ليندهولم
إلياس ليندهولم (بالسويدية: Elias Lindholm) هو لاعب هوكي الجليد سويدي، ولد في 2 ديسمبر 1994 في Boden, Sweden ‏ في السويد.

## وصلات خارجية
- إلياس ليندهولم على موقع دوري الهوكي الوطني (الإنجليزية)
- إلياس ليندهولم على موقع قاعة مشاهير الهوكي (لاعب أن.إتش.أل) (الإنجليزية)
- إلياس ليندهولم على موقع EliteProspects.com (الإنجليزية)
- إلياس ليندهولم على موقع Eurohockey.com (الإنجليزية)
- إلياس ليندهولم على موقع HockeyDB.com (الإنجليزية)
- إلياس ليندهولم على موقع Hockey-Reference.com (الإنجليزية)